# Pucangan (Montong)
Pucangan is een bestuurslaag in het regentschap Tuban van de provincie Oost-Java, Indonesië. Pucangan telt 5088 inwoners (volkstelling 2010).